# Nadejda Kadîșeva
Nadejda Nikiticina Kadîșeva (rusă Надeжда Никитична Кадышeва; n. 1 iunie 1959, Gorki, raionul Leninogorsk, RASS Tătară) este o cântăreață rusă din Mordovia, solistă a ansamblului „Zolotoe Kolțo”. Este Cetățean de onoare al Bugulma. Artist al Poporului din Rusia (1999), Mordovia și Tatarstan. A primit Premiul Gramofonul de Aur în 2008.

## Viața și cariera
S-a născut în satul mordvin Gorki din Tatarstan. Tatăl ei, Nikita Mihailovici Kadîșev a lucrat la căi ferate, mama ei, Anna Andreievna a fost casnică cu cinci fiice. Kadîșeva avea 10 ani când mama ei a murit, iar după o jumătate de an tatăl s-a recăsătorit. A trebuit să plece la un internat din Bugulma, unde talentul ei de cântăreață a fost descoperit pentru prima oară.
Cu toate acestea, la vârsta de 14 ani a trebuit muncească la o fabrică de bumbac.
La vârsta de 18 ani, a dat examen de intrare la Colegiul de Muzică Mihail Ippolitov-Ivanov, dar a fost respinsă, după propriile ei cuvinte, pentru „lipsa pregătirii muzicale”.
După ce a absolvit un curs pregătitor, ea a fost admisă în anul următor. Aici l-a întâlnit pe viitorul său soț, Aleksandr Kostiuk, în căminul studențesc al Colegiului muzical de stat Gnessin, unde studia și Kostiuk. În cel de-al treilea an, a fost invitată să cânte cu ansamblul Rosiianocika. Apoi l-a urmat pe Kostiuk la Gnessin. S-au căsătorit în 1983 în San Francisco. Fiul lor, Grigori s-a născut în anul următor.
În 1988, au înființat ansamblul „Zolotoe Kolțo” (din rusă: Inelul de aur) și au început să se dea spectacole în străinătate. Erau mai bine cunoscuți în străinătate decât în Rusia, unde au devenit cunoscuți abia în 1993, când firma de înregistrări Soiuz le-a oferit un contract.

## Viața personală
Este căsătorită cu Aleksandr Kostiuk (n. 7 aprilie 1958), compozitor rus de origine ucraineană, fondator și director al ansamblului Zolotoe Kolțo. Cuplul are un singur copil, Grigori (n. 1984).